# Silvestre Luís Scandián
Silvestre Luís Scandián SVD (* 31. Dezember 1931 in Iconha; † 16. Februar 2019) war ein brasilianischer Ordensgeistlicher und römisch-katholischer Erzbischof von Vitória.

## Leben
Silvestre Luís Scandián studierte Philosophie und Theologie am Heilig-Geist-Seminar der Steyler Missionare in São Paulo. Er trat der Ordensgemeinschaft der Steyler Missionare bei, legte am 1. März 1951 die Profess ab und empfing am 3. August 1958 in São Paulo die Priesterweihe. Er absolvierte ein theologisches Lizenziatsstudium an der Päpstlichen Universität Gregoriana in Rom (1959–1960) und studierte Soziologie an der Fakultät für Soziologie und Politik von São Paulo (1964–1966). Von 1961 bis 1967 war er Professor am Seminário Maior do Verbo Divino. Er war Pfarrer von Monte Alto (1968–1972) und Provinzial der Steyler Missionare in São Paulo (1973–1974).
Papst Paul VI. ernannte ihn am 4. Januar 1975 zum Bischof von Araçuaí. Der Apostolische Nuntius in Brasilien, Erzbischof Carmine Rocco, spendete ihm am 22. Februar des nächsten Jahres die Bischofsweihe; Mitkonsekratoren waren Geraldo de Proença Sigaud SVD, Erzbischof von Diamantina, und João Batista da Mota e Albuquerque, Erzbischof von Vitória. Sein bischöflicher Wahlspruch war «Virtute Spiritus Sancti». 
Papst Johannes Paul II. ernannte ihn am 18. August 1981 zum Koadjutorerzbischof von Vitória. Mit dem Tod João Batista da Mota e Albuquerques am 27. April 1984 folgte er ihm als Erzbischof von Vitória nach. 
Am 14. April 2004 nahm Papst Johannes Paul II. seinen vorzeitigen Rücktritt an.